# 横山純一
横山 純一（よこやま じゅんいち、1950年7月31日 - ）は、日本の経済学者・社会福祉学者。学位は、経済学博士（東北大学・論文博士・1988年）。北海学園大学名誉教授。東京都出身。

## 略歴
1977年東北大学経済学部卒業。1985年同大学院経済学研究科博士課程修了。吉田震太郎に師事。1988年東北大学より経済学博士。
1984年尚絅女学院短期大学非常勤講師。1986年札幌学院大学商学部助教授。1991年同経済学部助教授。1995年北星学園大学文学部教授。翌年同社会福祉学部教授。2000年北海学園大学法学部政治学科教授。地方財政論などを担当。2021年北海学園大学退職、北海学園大学名誉教授。大学院法学研究科非常勤講師。
このほか、日本地方財政学会理事、社団法人北海道地方自治研究所理事や、札幌学院大学大学院地域社会マネジメント研究科非常勤講師、北海道庁過疎対策検討懇話会座長、市町村合併促進要綱検討委員会委員長、道州制検討懇話会座長や恵庭市、帯広市、稚内市などのまちづくり基本条例などの各委員会の委員長、北海道町村会まちづくりアドバイザー等を務めた。
また、2012年には、梅棹忠夫の論文に触発される形で、佐藤のりゆき・石崎岳らと共に「北海道独立研究会」を旗揚げした。

## 専門領域
研究領域は、経済政策、経済史、財政学・金融論のほか、経済学者の立場からホームヘルパーと認知症高齢者の現状研究、国庫補助金の現状調査など社会福祉学の研究も行う。特にプロイセン時代の地方財政や日本とフィンランドにおける高齢者福祉を研究する。

## 受賞歴
「プロイセン地方財政調整の展開（1893-1913）― 地方税負担の不均衡とその解決策」により東京市政調査会藤田賞 (1985年)

## 著書
- 神野直彦・金子勝編『「福祉政府」への提言』（分担執筆、岩波書店、1999年）
- 神野直彦・金子勝編『住民による介護・医療のセーフティーネット』（分担執筆、東洋経済新報社、2002年）
- 『地方分権と地方財政』（地方自治土曜講座ブックレット：No.26、北海道町村会、1998年）
- 『高齢者福祉と地方自治体』（同文舘出版、2003年）
- 『現代地方自治の焦点』（同文舘出版、2006年）
- 兼村高文・星野泉・小野島真・安田満と共著『グローカル財政論』（税務経理協会、2012年）
- 『地方自治体と高齢者福祉・教育福祉の政策課題 : 日本とフィンランド』（同文舘出版、2012年）
- 『介護医療の施策と財源 自治体からの再構築』（同文舘出版、2015年）
- 『転機にたつフィンランド福祉国家 高齢者福祉の変化と地方財政調整制度の改革』（同文舘出版、2019年）
- 『ドイツ地方財政調整制度の歴史と特質 ―第2帝政期，ワイマール期，ナチス期の邦国（州）

―市町村間における展開』（同文舘出版、2020年）